# Dennis Mogensen
Dennis Mogensen (født 13. januar 1982) er en dansk fodbolddommer fra Silkeborg, der siden 2013/2014-sæsonen har dømt i den danske Superliga. Han tog sin dommereksamen i 1997, og i 2008 rykkede han i 2. division. Her dømte han blot et halvt år inden han rykkede videre i 1. division. Han rykkede i Superligaen samtidig med kollegaen Peter Kjærsgaard-Andersen..
Han debuterede i Superligaen den 27. juli 2013 i kampen mellem FC Vestsjælland og AGF. En kamp der endte med en 2-0-sejr til AGF.